# Karin Jöns
Karin Jöns, née le 29 avril 1953 à Kiel, est une femme politique allemande.
Membre du Parti social-démocrate d'Allemagne, elle est députée européenne de 1994 à 2009.